# Cambodia (nummer)
"Cambodia" is een nummer van de Britse zangeres Kim Wilde. Het nummer verscheen op haar album Select uit 1982. Op 2 november 1981 werd het nummer uitgebracht als de eerste single van het album.

## Achtergrond
"Cambodia" is geschreven door Wildes broer Ricky Wilde en hun vader Marty Wilde. De tekst van het nummer gaat over een vrouw wier partner in dienst is als militaire piloot in Thailand. Op een dag krijgt hij een order om naar Cambodja te vliegen, waar hij vermist raakt. De tekst was geïnspireerd door de Amerikaanse Operation Menu tijdens de Vietnamoorlog. Zowel tekstueel als muzikaal liet het nummer een stijlverandering zien in de muziek van Wilde; waar haar debuutalbum meer newwave-invloeden kende, gaat dit nummer van haar tweede album meer de synthpopkant op.
De albumversie van "Cambodia" is zeven minuten en dertien seconden lang; de singleversie wordt op het album opgevolgd door een uptempo, instrumentale versie van het nummer met de naam "Reprise". De single werd, in navolging van de eerdere hits van Wilde, een grote internationale hit. In Frankrijk, Zweden en Zwitserland behaalde de plaat de nummer 1-positie van de hitlijsten, maar in thuisland het Verenigd Koninkrijk kwam de plaat niet verder dan de 12e positie van de UK Singles Chart.
In Nederland werd de plaat veel gedraaid op Hilversum 3 en werd zodoende een gigantische hit in de destijds drie landelijke hitlijsten op de nationale publieke popzender. De plaat bereikte de 2e positie in de Nederlandse Top 40 en de 3e positie in de TROS Top 50. In de Nationale Hitparade werd de 5e positie bereikt. In de Europese hitlijst op Hilversum 3, de TROS Europarade, werd de nummer 1-positie bereikt.
In België bereikte de plaat de 2e positie in de voorloper van de Vlaamse Ultratop 50 en de 4e positie in de Vlaamse Radio 2 Top 30. In Wallonië werd géén notering behaald.
"Cambodia" komt voor in de films Dans Paris (2006) en The Strangers: Prey at Night (2018). Daarnaast is het gecoverd of geremixt door onder meer Gigi D'Agostino, Apoptygma Berzerk, Paul Oakenfold, Scooter en Marco V.

## Hitnoteringen

### Nederlandse Top 40
| Hitnotering: 26-12-1981 t/m 20-03-1982 | Hitnotering: 26-12-1981 t/m 20-03-1982 | Hitnotering: 26-12-1981 t/m 20-03-1982 | Hitnotering: 26-12-1981 t/m 20-03-1982 | Hitnotering: 26-12-1981 t/m 20-03-1982 | Hitnotering: 26-12-1981 t/m 20-03-1982 | Hitnotering: 26-12-1981 t/m 20-03-1982 | Hitnotering: 26-12-1981 t/m 20-03-1982 | Hitnotering: 26-12-1981 t/m 20-03-1982 | Hitnotering: 26-12-1981 t/m 20-03-1982 | Hitnotering: 26-12-1981 t/m 20-03-1982 | Hitnotering: 26-12-1981 t/m 20-03-1982 | Hitnotering: 26-12-1981 t/m 20-03-1982 | Hitnotering: 26-12-1981 t/m 20-03-1982 |
| Week                                   | 1                                      | 2                                      | 3                                      | 4                                      | 5                                      | 6                                      | 7                                      | 8                                      | 9                                      | 10                                     | 11                                     | 12                                     |                                        |
| -------------------------------------- | -------------------------------------- | -------------------------------------- | -------------------------------------- | -------------------------------------- | -------------------------------------- | -------------------------------------- | -------------------------------------- | -------------------------------------- | -------------------------------------- | -------------------------------------- | -------------------------------------- | -------------------------------------- | -------------------------------------- |
| Positie                                | 38                                     | 18                                     | 12                                     | 5                                      | 3                                      | 3                                      | 3                                      | 2                                      | 2                                      | 8                                      | 17                                     | 34                                     | uit                                    |

### Nationale Hitparade
| Hitnotering: 05-12-1981 t/m 20-03-1982 | Hitnotering: 05-12-1981 t/m 20-03-1982 | Hitnotering: 05-12-1981 t/m 20-03-1982 | Hitnotering: 05-12-1981 t/m 20-03-1982 | Hitnotering: 05-12-1981 t/m 20-03-1982 | Hitnotering: 05-12-1981 t/m 20-03-1982 | Hitnotering: 05-12-1981 t/m 20-03-1982 | Hitnotering: 05-12-1981 t/m 20-03-1982 | Hitnotering: 05-12-1981 t/m 20-03-1982 | Hitnotering: 05-12-1981 t/m 20-03-1982 | Hitnotering: 05-12-1981 t/m 20-03-1982 | Hitnotering: 05-12-1981 t/m 20-03-1982 | Hitnotering: 05-12-1981 t/m 20-03-1982 | Hitnotering: 05-12-1981 t/m 20-03-1982 | Hitnotering: 05-12-1981 t/m 20-03-1982 | Hitnotering: 05-12-1981 t/m 20-03-1982 | Hitnotering: 05-12-1981 t/m 20-03-1982 | Hitnotering: 05-12-1981 t/m 20-03-1982 |
| Week                                   | 1                                      | 2                                      | 3                                      | 4                                      | 5                                      | 6                                      | 7                                      | 8                                      | 9                                      | 10                                     | 11                                     | 12                                     | 13                                     | 14                                     | 15                                     | 16                                     |                                        |
| -------------------------------------- | -------------------------------------- | -------------------------------------- | -------------------------------------- | -------------------------------------- | -------------------------------------- | -------------------------------------- | -------------------------------------- | -------------------------------------- | -------------------------------------- | -------------------------------------- | -------------------------------------- | -------------------------------------- | -------------------------------------- | -------------------------------------- | -------------------------------------- | -------------------------------------- | -------------------------------------- |
| Positie                                | 47                                     | 45                                     | 33                                     | 35                                     | 34                                     | 27                                     | 13                                     | 7                                      | 8                                      | 5                                      | 9                                      | 8                                      | 9                                      | 9                                      | 14                                     | 27                                     | uit                                    |

### TROS Top 50
Hitnotering: 03-12-1981 t/m 18-03-1982. Hoogste notering: #3.

### TROS Europarade
Hitnotering: 20-12-1981 t/m 30-05-1982. Hoogste notering:#1 (2 weken).

### NPO Radio 2 Top 2000
| Nummer met noteringen in de NPO Radio 2 Top 2000 | '99 | '00 | '01 | '02 | '03 | '04 | '05 | '06  | '07  | '08 | '09  | '10  | '11  | '12  | '13  | '14  | '15  | '16  | '17  | '18  | '19  | '20  | '21  | '22  | '23  | '24  |
| ------------------------------------------------ | --- | --- | --- | --- | --- | --- | --- | ---- | ---- | --- | ---- | ---- | ---- | ---- | ---- | ---- | ---- | ---- | ---- | ---- | ---- | ---- | ---- | ---- | ---- | ---- |
| Cambodia                                         | 559 | 423 | 513 | 768 | 603 | 919 | 975 | 1131 | 1105 | 922 | 1175 | 1037 | 1268 | 1335 | 1307 | 1255 | 1225 | 1213 | 1126 | 1142 | 1305 | 1283 | 1320 | 1229 | 1252 | 1275 |

1. ↑  Een vetgedrukt getal geeft de hoogste notering aan.